# Азербайджансько-вірменські відносини
Азербайджансько-вірменські відносини (азерб. Azərbaycan–Ermənistan münasibətləri, вірм. Հայ-ադրբեջանական հարաբերություններ) — історичні і поточні двосторонні відносини між Азербайджаном і Вірменією.
Дипломатичні відносини між цими двома державами відсутні значною мірою через досі не припинений карабаський конфлікт. 
Ці країни-сусідки мали офіційні державні відносини в 1918—1921 роках як Перша Республіка Вірменія та Азербайджанська Демократична Республіка, протягом їхньої короткої незалежності внаслідок розпаду Російської імперії. Ці взаємини існували від періоду після Російської революції до моменту, коли їх окупувала й анексувала Радянська Росія. Через дві війни, які вели ці держави в минулому столітті — одну з 1918 до 1921 та другу у 1988—1994 роках — їхні відносини залишаються напруженими. На тлі все ще не завершених військових дій набуло широкого розмаху придушення (цензура і стигматизація) суспільної пам'яті про співжиття радянських часів.

## Історія

### Відносини у 1918-1921
Після роздрібнення Закавказької федерації у зв'язку з проголошенням 26 травня 1918 р. незалежності Демократичної Республіки Грузії Азербайджан і Вірменія проголосили свою незалежність в один і той самий день, 28 травня 1918 р. Як Вірменія, так і Азербайджан претендували на територію, яку вони вважали історично та етнічно своєю; ці територіальні спори призвели до Вірмено-азербайджанської війни в 1918—1920 роках — низки конфліктів, які закінчилися лише тоді, коли Вірменію та Азербайджан анексувала Радянська Росія, утворивши Вірменську РСР і Азербайджанську РСР відповідно.

### Радянський період (1922—1991)
Після створення СРСР у 1922 р. Азербайджанська РСР і Вірменська РСР стали його складовими частинами, спочатку у складі Закавказької РСР, а з 1936 р. як окремі союзні республіки. Відносини між двома народами, у тому числі в Нагірно-Карабаській автономній області, були загалом мирними та дружніми аж до оновлення компартійно-радянської системи в СРСР, утвореннями якого залишалися ці дві країни. Попри те, що час від часу відбувалися протистояння, зокрема громадські протести 1948 та 1964 років у Вірменії, які призвели до відтоку великої кількості азербайджанців, вони залишалися невідомими широкій громадськості через сувору радянську цензуру.

### Карабаська війна
1988 року вірмени Карабаху проголосували за відокремлення та приєднання до Вірменії. Це запустило хвилю погромів вірмен переважно в трьох містах Азербайджану: Сумгаїті, Баку і Кіровабаді та призвело до військового конфлікту, який дістав назву Нагірно-карабаська війна. Вона де-факто обернулася  вірменською окупацією колишньої НКАО та сімох прилеглих азербайджанських територій. Це просування було фактично зупинено, коли обидві сторони домовилися дотримуватися режиму припинення вогню, який діяв із травня 1994 року. Наприкінці 1995 року Вірменія та Азербайджан погодилися на перемовини задля пошуку шляхів урегулювання конфлікту щодо Нагірного Карабаху за посередництва Мінської групи ОБСЄ. Нині у цій Мінській групі співголовують США, Франція та Росія, а до її складу входять Вірменія, Азербайджан, Туреччина та кілька західноєвропейських країн.
Під час конфлікту найбільше карабаське місто Степанакерт з кінця 1991 року до травня 1992 року тримали в облозі азербайджанські війська, в результаті чого як цивільні, так і озброєні вірмени зазнавали обстрілів. Невибіркові обстріли, снайперська стрілянина та повітряні атаки вбили або покалічили сотні мирних жителів, зруйнували оселі, лікарні та інші будівлі, які не були законними військовими цілями, і взагалі тероризували цивільне населення. Азербайджан заблокував усе життєво необхідне постачання, включаючи воду, електроенергію, продукти харчування та ліки, що спричинило багато смертей. Г'юман Райтс Вотч повідомляє, що ключовими базами, які використовувалися для бомбардувань, були міста Ходжали та Шуша.
На цьому тлі 26 лютого 1992 року трапилася ходжалинська різня — масове вбивство етнічних азербайджанців міста Ходжали. За даними Human Rights Watch, трагедія сталася, коли велика колона жителів у супроводі кількох десятків бійців, що відступали, втекла з міста, яке не встояло перед вірменськими військами. Наближаючись до кордону з Азербайджаном, вони натрапили на вірменський військовий пост і були обстріляні.

### 1994—2015
Після війни відносини між Вірменією та Азербайджаном залишилися дуже напруженими. Громадянам Вірменії, людям вірменського походження та тим, хто відвідав спірну область, заборонено в'їзд до Азербайджану без попереднього офіційного дозволу.
4 березня 2008 року спалахнули найбільші після припинення вогню 1994 збройні сутички між Вірменією та Азербайджаном за Нагірний Карабах. Бої між двома сторонами були короткими, з невеликими втратами з обох сторін
У червні 2010 року відбулося нетривале розгортання конфлікту, що призвело до загибелі чотирьох вірменських вояків та одного азербайджанського. Зіткнення відбулося на наступний день після мирних переговорів між президентами двох країн у Москві.
31 серпня 2010 року в результаті зіткнення на кордоні загинули троє вірмен і двоє азербайджанців. Вірменська армія заявила, що загинули до семи азербайджанців. Обидві сторони звинувачували в інциденті одна одну.
24 червня 2011 року обидві сторони зустрілися в Казані, щоб домовитися про розв'язання нагірно-карабаського питання, але переговори закінчилися провалом. Після зриву перемовин президент Азербайджану Ільхам Алієв використав військовий парад до Дня національного порятунку 26 червня, щоб попередити Вірменію, що Азербайджан може силою повернути Нагірний Карабах
Того ж року президент Азербайджану на Конгресі азербайджанців світу заявив, що вірмени в Карабаху гості, а вірменську державу побудовано на історичних азербайджанських землях. Водночас коментуючи цю заяву, МЗС Вірменії звинуватило Алієва у незнанні історії спірного регіону, міжнародного права та суті переговорного процесу. «Він живе у світі ілюзій. У разі поновлення бойових дій важко сказати, столиця якої держави погодилася б прихистити пана Алієва», — йшлося у заяві вірменського зовнішньополітичного відомства.
5 жовтня 2011 року внаслідок прикордонних зіткнень у районі Нагірного Карабаху загинули один вірменський солдат і двоє азербайджанців. Того самого дня двоє вірмен дістали поранення від снайперського вогню. Ще один насильницький інцидент стався 5 червня 2012 року, коли, за даними азербайджанської сторони, вірменські війська перетнули кордон і перш, ніж відступити, застрелили п'ятьох азербайджанських вояків. Вірменія відкинула це твердження та звинуватила Азербайджан у тому, що він першим перетнув кордон.
21 січня 2014 року президент Азербайджану Ільхам Алієв під час візиту до другого за величиною міста Азербайджану Гянджі заявив, звертаючись до внутрішньо переміщених осіб, що «сучасна Вірменія — це історична азербайджанська земля» і пообіцяв, що його нація повернеться на всі її історичні землі. Він додав, що відступ вірмен із Карабаху та прилеглих до нього районів має бути лише «першою фазою» розв'язання вірменсько-азербайджанського спору, проте не уточнив, коли саме, на його думку, це може статися. Ця заява Алієва пролунала менш ніж через два дні після смертоносної перестрілки на північному сході Карабаху, в результаті якої загинув один вірменський вояк, що вірменські військовики пояснюють як наслідок атаки азербайджанських спецпризначенців на їхні бойові позиції.
Зіткнення між вірменськими та азербайджанськими силами знову мали місце з 27 липня по 8 серпня 2014 року. Повідомляли, що кількість жертв цих сутичок була чи не найвищою з часів угоди про припинення вогню 1994.

### 2016—2020

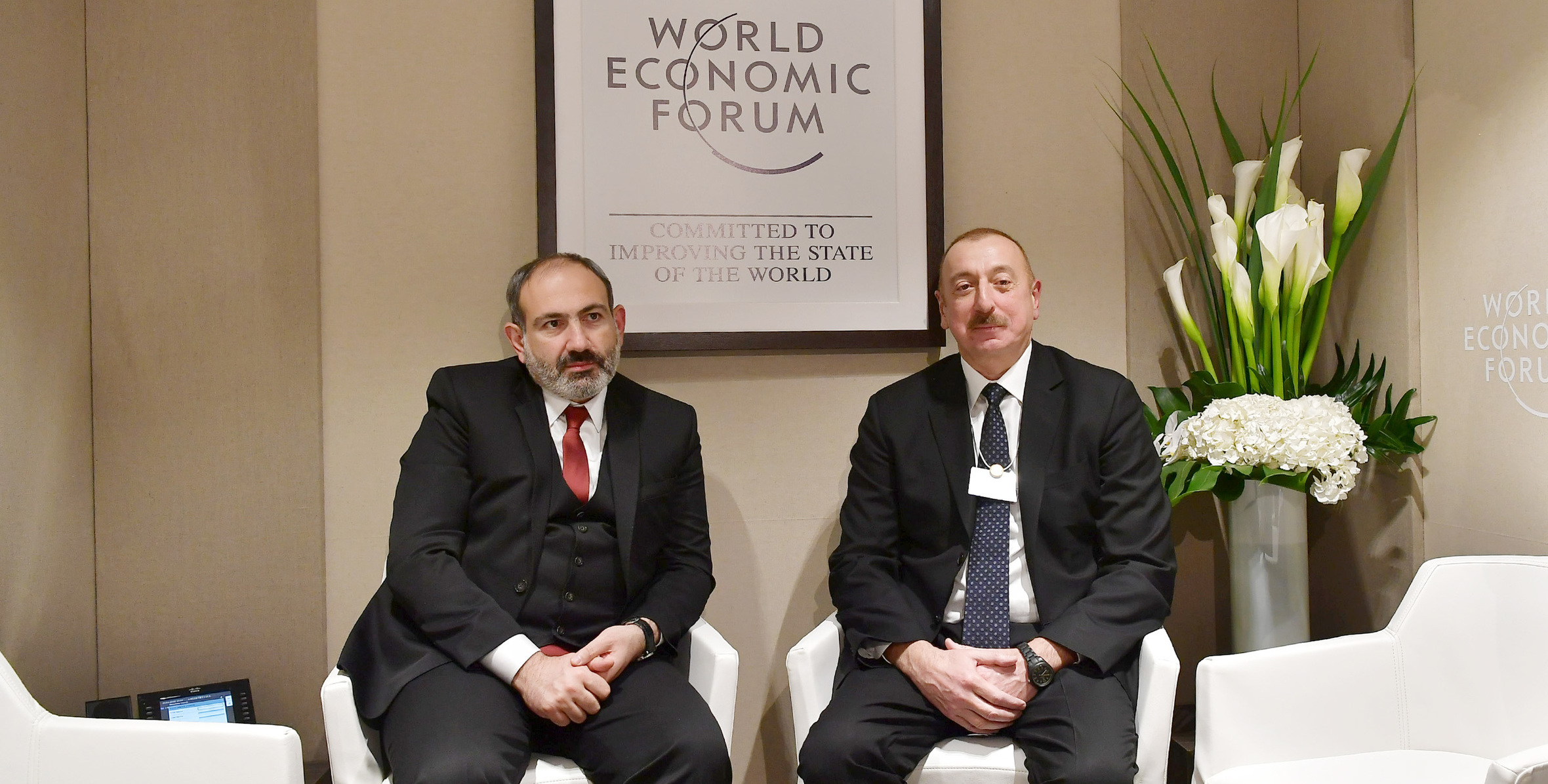
Зустріч прем'єр-міністра Вірменії Нікола Пашиняна з президентом Азербайджану Ільхамом Алієвим у Давосі (Швейцарія), січень 2019 р.

Після зіткнення 2016 року, під час якого загинуло орієнтовно 350 військовослужбовців і мирних жителів з обох боків, Азербайджан оголосив одностороннє припинення вогню (зіткнення почалися, коли азербайджанські війська завдали ударів, щоб відновити контроль над поясом територій навколо відколеного Нагірного Карабаху, окупованим карабаськими вірменами за підтримки Вірменії).
Виступаючи на VI з'їзді правлячої партії «Єні Азербайджан» 8—9 лютого 2018 року, президент Азербайджану Ільхам Алієв заявив, що «азербайджанці повинні повернутися на свої історичні землі», перелічивши низку місцевостей Вірменії включно зі столицею цієї країни. Назвавши Єреван історичною землею азербайджанців, куди вони повинні повернутися, він означив це як політичну і стратегічна мету, до якої азербайджанці мають поступово наближатися. «Наші історичні землі — Еріванське ханство, Зангезур, Гейче (область навколо озера Севан), про це має знати, як наше молоде покоління, так і весь світ», — наголосив у промові Алієв. Ці його слова залишили деяку двозначність щодо того, що саме він мав на увазі під «поверненням» азербайджанців до Вірменії, але речник МЗС Азербайджану Хікмет Гаджієв сказав, що «це не територіальні претензії, а відновлення історичної справедливості», додавши, що «азербайджанці мають право повернутися на свої історичні землі, заявити свої права на власність і відвідати кладовища своїх пращурів». Деякі азербайджанські коментатори виправдовували заяви Алієва, вказуючи на схожі коментарі вірмен, які іноді після рішучої військової перемоги над Азербайджаном вихваляються, що «питимуть чай у Баку».
У дорадянську епоху вірмени справді становили меншість у тих районах, які згадував Алієв, а мусульмани (не тільки азербайджанці) — більшість. Але азербайджанці були лише невеликою меншістю в Баку у дожовтневі часи: напередодні Першої світової війни їх майже переважали вірмени, які також становили більшість у більшій частині східної Туреччини до того, як були вигнані під час геноциду.
Водночас Вірменія і Нагірний Карабах послідовно не погоджуються повернути ситуацію на вихідні позиції з 1988 року, коли Карабах належав до Азербайджану.

### Відновлення боїв у 2020 році
З 12 по 18 липня 2020 року обидві сторони зіткнулися у збройній сутичці на вірменсько-азербайджанському кордоні (Тавуш і Товуз відповідно). Було залучено артилерію, танки та ударні безпілотники, а загинули щонайменше 17 солдатів та цивільна особа. Набагато більше було поранених. Обидві сторони повідомили про чотирьох загиблих командирів або молодших офіцерів армії, причому одного азербайджанського генерал-майора.
27 вересня 2020 року поновилися запеклі бої на нагірно-карабаській лінії зіткнення між місцевими вірменськими та азербайджанськими військами. Вірменія, Нагірний Карабах (або фактична територія Арцаху) та Азербайджан оголосили воєнний стан і мобілізували нових і наявних військовозобов'язаних та професіональних вояків.
9 жовтня 2020 року Верховний комісар ООН з прав людини Мішель Бачелет закликала до невідкладного припинення вогню, посилаючись на страждання мирного населення в зоні карабаського конфлікту. Вона також висловила занепокоєння щодо перенаселених районів, які стають мішенями для важкої зброї.
17 жовтня міністри закордонних справ Вірменії та Азербайджану оголосили про нову угоду щодо припинення вогню після телефонних розмов між міністром закордонних справ Росії Сергієм Лавровим та його політичними візаві. Лавров наполегливо закликав країни дотримуватися московської домовленості. Проте обидві сторони звинуватили одна одну в порушенні перемир'я, що сприяло подальшому продовженню конфлікту. Бачелет висловила стурбованість можливими воєнними злочинами під час зіткнень між Вірменією та Азербайджаном у зоні нагірно-карабасського конфлікту. 30 жовтня 2020 року Вірменія та Азербайджан досягли згоди у питанні утримання від навмисного нападу на цивільне населення, та незважаючи на це, повідомлялося про артилерійські удари по населених пунктах.

#### Припинення вогню

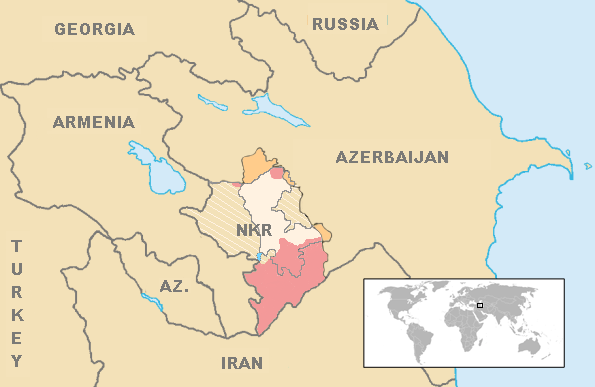
Лінія фронту на момент підписання угоди з територіальними здобутками Азербайджану під час війни, позначеними червоним, Лачинським коридором у віданні російських миротворців, виділеним синім, і районами, які Вірменія передасть Азербайджану (заштрихованими)

Угода про припинення вогню, на яку 9 листопада 2020 року за посередництвом Росії погодилися Вірменія, Азербайджан і Республіка Арцах (не підписант) і яка набула чинності опівночі 10 листопада 2020 року за московським часом, поклала край усім бойовим діям у карабаському регіоні. Азербайджан заявив про перемогу, оскільки він здобув контроль над 5 містами, 4 селищами, 240 селами і всім азербайджансько-іранським кордоном. До 1 грудня 2020 року до Азербайджану переходили деякі райони Нагірного Карабаху разом з усіма окупованими вірменами територіями навколо Нагірного Карабаху. Азербайджану також надавався прямий сухопутний доступ до його ексклаву Нахічевань коридором через Вірменію.
Близько 2000 російських вояків під командуванням Рустама Мурадова розгорнуто у вигляді миротворчих сил для захисту сухопутного коридору між Вірменією та Нагірно-Карабаською областю на строк не менш ніж п'ять років. Російські військовослужбовці також чатують дороги, що сполучають Азербайджан і Нахічевань.

### Нормалізація відносин між двома країнами
8 серпня 2025 року Прем’єр-міністр Вірменії Нікол Пашинян та президент Азербайджану Ільхам Алієв у Білому домі підписали угоду, спрямовану на нормалізацію відносин між двома країнами після 35 років конфлікту. Угоду уклали за посередництва США.

## Додаткова література
- Sauerborn, Djan; Scianna, Bastian Matteo; Mazziotti, Marius: "Multipolarity is key: Assessing Azerbaijan's foreign policy" [Архівовано 4 квітня 2014 у Wayback Machine.] (англ.)